# Ferhad-pašina džamija
Ferhad-pašina mošeja (bosansko Ferhat-pašina džamija, turško Ferhad Paşa Camii), znana tudi kot mošeja Ferhadija, je mošeja v mestu Banjaluka in eden največjih dosežkov bosanske in hercegovske otomanske islamske arhitekture iz 16. stoletja. Mošeja je bila porušena leta 1993 po naročilu oblasti Republike Srbske ter je bila obnovljena in odprta 7. maja 2016.
Po naročilu bosanskega sandžak-bega Ferhada paše Sokolovića je bila mošeja zgrajena leta 1579 z denarjem, ki ga je, kot pravi tradicija, plačala družina Turjaških za odrezano glavo habsburškega generala Herbarda VIII. Turjaškega in odkupnino za generalovega sina Volka Engelberta Turjaškega po bitki na hrvaški meji leta 1575, kjer je zmagal Ferhad paša.
Mošejo s klasično otomansko arhitekturo je najverjetneje zasnoval učenec Mimarja Sinana. Pisnih podatkov o gradbincih, ki so postavili mošejo ni, vendar se iz analize njene arhitekture zdi, da je bil vodja del iz Sinanove šole, saj mošeja kaže očitne podobnosti s Sinanovo mošejo Muradiye v Manisi iz leta 1585.

## Arhitekturna sestava
Kompleks mošeje Ferhadija sestavlja sama mošeja, dvorišče, pokopališče, vodnjak, 3 mavzoleji (»turbes«) in okoliški zid z vrati. Prvotno nadstrešno steno so podrli po letu 1884 in zgradili masivnejši zid, deloma zidan in iz kovanega železa z novimi vrati in fontano za pitje vode. Na dvorišču je bil vodnjak (»šadrvan«) s kamnitim bazenom in dvanajstimi cevmi. Vodo za fontano so pripeljali iz izvira, ki je še danes znan kot Šadrvan. Nad kamnitim bazenom je bila okrasna kovana rešetka, v 19. stoletju pa so dodali lesen baldahin in kupolo ter poslikano podstrešje v tako imenovanem turškem baročnem slogu, ki je bilo porušeno leta 1955 V enem od treh manjših sosednjih mavzolejev - Grobnica Ferhad paše - so bile 3 grobnice: Ferhad paše Sokolovića, druga za njegovo vnukinjo Safi-kaduno in tretja za njegovega praporščaka. Kasneje je bil dozidan stolp z uro ("Sahat kula").
Kot večina tovrstnih zgradb v Bosni in Hercegovini je bila mošeja v skromnem merilu: 18 metrov široka, 14 metrov dolga in 18 metrov visoko do vrha glavne kupole. Minaret je bil visok 43 m. Po legendi, ko je bila mošeja dokončana leta 1579, je Ferhad-paša dal zidarje zakleniti v ta minaret in jih obsodil na smrt, da nikoli ne bi mogli narediti ničesar tako lepega, a so neke noči dobili krila in odleteli.
Ferhadija je bila leta 1950 uvrščena na seznam kulturne dediščine Bosne in Hercegovine. Kasneje je bila pod zaščito UNESCO do uničenja leta 1993. Danes je najdišče z ostanki mošeje uvrščeno kot nacionalni spomenik Bosne in Hercegovine.

## Uničenje
Mošeja je bila ena od 16 uničenih v mestu Banjaluki med vojno v Bosni med letoma 1992 in 1995.
Oblasti Republike Srbske so odredile porušitev celotnega kompleksa mošej Ferhadija in Arnaudija, kateri sta bili približno 800 m narazen. Obe mošeji sta bili uničeni isto noč v razmaku 15 minut. (Ugotovljeno je bilo, da je skoraj sočasno uničenje mošeje Ferhadija in Arnaudija zahtevalo velike količine eksploziva in obsežno usklajevanje. Mnogi menijo, da to ne bi bilo mogoče brez vpletenosti banjaluške oblasti in oblasti Republike Srbske.)

## Rekonstrukcija
Junija 2007 so bila končana popravila na temeljih, ki so preživeli uničenje, v naslednjih devetih letih pa je bila zaključena rekonstrukcija zidane in preostalega dela stavbe, mošeja pa je bila ponovno odprta 7. maja 2016.